# Вулиця Ґрунтова (Львів)
Ву́лиця Ґру́нтова — вулиця в Сихівському районі міста Львова, місцевість Сихів. Сполучає вулицю Зелену та вулицю Вернадського та проходить поблизу межі міста з селом Пасіки-Зубрицькі.

## Історія
До 1962 року вулиця мала назву Зелена бічна, сучасна назва вулиці Ґрунтової походить з 1962 року.

## Забудова
Забудова вулиці переважно промислова.